# Sui (Volk)
Die Sui (Shui, chinesisch 水族, Pinyin Shuǐzú) sind eine der 55 offiziell anerkannten ethnischen Minderheiten der Volksrepublik China mit 411.847 Angehörigen (nach der Volkszählung von 2010). Sie leben vor allem in der Provinz Guizhou und im Autonomen Gebiet Guangxi der Zhuang-Nationalität im Südwesten Chinas.

## Sprache und Schrift

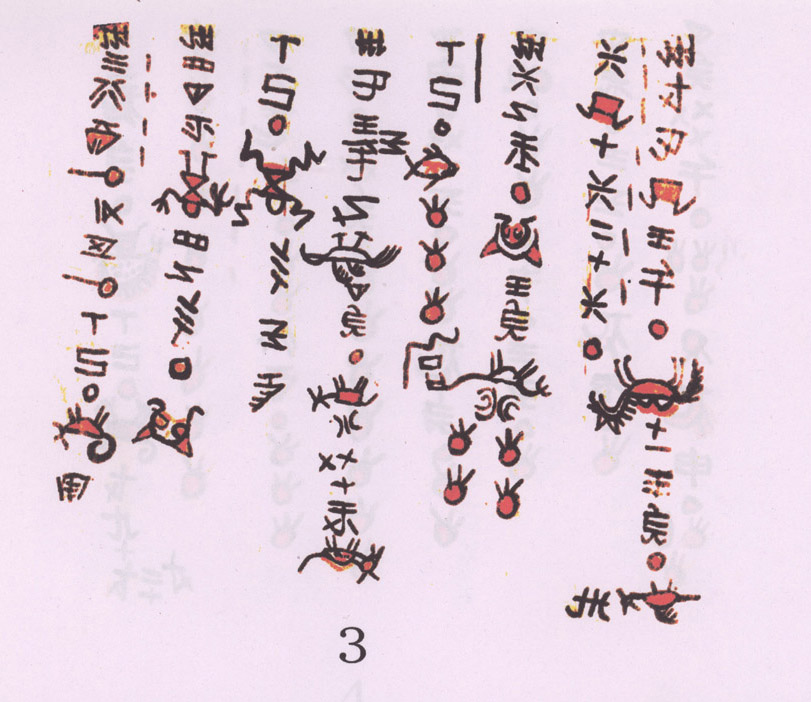
Sui-Schrift

Die Sprache der Sui, das Sui wird noch von über 50 % der Sui gesprochen. Es gehört zu den Kam-Tai-Sprachen.
Die Schrift der Sui (Sui: Lel Sai3, Modernes Chinesisch: 水书, Traditionelles Chinesisch: 水書, Pinyin: Shuǐshū) ist eine piktographische bzw. auf Piktogrammen basierende Schrift für das Sui. Wie die Schrift der Yi hat auch die Sui-Schrift zahlreiche Zeichen aus dem Chinesischen übernommen. Andere Zeichen erinnern an archaische Frühformen chinesischer Schriftzeichen. Im Jahre 2006 wurde die Sui-Schrift als Weltkulturerbe (intangible heritage) anerkannt.
Die Sui-Schrift ist vom Aussterben bedroht und die chinesische Regierung unternimmt Anstrengungen, sie zu erhalten.

## Verbreitung der Sui in China

### Provinzebene
Beim Zensus im Jahre 2000 wurden in China 406.902 Sui gezählt.
Verteilung der Sui-Bevölkerung in China
| Verwaltungsgliederung               | Anzahl Sui | %-Anteil aller Sui Chinas |
| ----------------------------------- | ---------- | ------------------------- |
| Provinz Guizhou                     | 369.723    | 90,86 %                   |
| Autonomes Gebiet Guangxi der Zhuang | 15.476     | 3,80 %                    |
| Provinz Yunnan                      | 12.533     | 3,08 %                    |
| Provinz Jiangsu                     | 2.775      | 0,68 %                    |
| Provinz Guangdong                   | 1.948      | 0,48 %                    |
| Provinz Zhejiang                    | 1.421      | 0,35 %                    |
| Rest Chinas                         | 3.026      | 0,74 %                    |

### Kreisebene
Verbreitungsgebiete der Sui auf Kreisebene (2000)
Hier wurden nur Werte ab 0,5 % berücksichtigt. AG = Autonomes Gebiet, AB = Autonomer Bezirk, AK = Autonomer Kreis, RB = Regierungsbezirk.
| übergeordnete Provinzebene | übergeordnete Bezirksebene       | Kreis, Stadt, Stadtbezirk | Anzahl der Sui | % aller Sui Chinas |
| -------------------------- | -------------------------------- | ------------------------- | -------------- | ------------------ |
| Provinz Guizhou            | AB Qiannan der Bouyei und Miao   | AK Sandu der Sui          | 189.128        | 46,48 %            |
| Provinz Guizhou            | AB Qiannan der Bouyei und Miao   | Kreis Libo                | 35.407         | 8,70 %             |
| Provinz Guizhou            | AB Qiandongnan der Miao und Dong | Kreis Rongjiang           | 33.678         | 8,28 %             |
| Provinz Guizhou            | AB Qiannan der Bouyei und Miao   | Stadt Duyun               | 32.702         | 8,04 %             |
| Provinz Guizhou            | AB Qiannan der Bouyei und Miao   | Kreis Dushan              | 26.299         | 6,46 %             |
| Provinz Yunnan             | Stadt Qujing                     | Kreis Fuyuan              | 10.567         | 2,6 %              |
| Provinz Guizhou            | AB Qiandongnan der Miao und Dong | Kreis Danzhai             | 10.501         | 2,58 %             |
| Provinz Guizhou            | AB Qiandongnan der Miao und Dong | Kreis Leishan             | 5.227          | 1,28 %             |
| Provinz Guizhou            | Stadt Liupanshui                 | Kreis Pan                 | 5.164          | 1,27 %             |
| Provinz Guizhou            | AB Qiandongnan der Miao und Dong | Kreis Liping              | 4.710          | 1,16 %             |
| Provinz Guizhou            | Stadt Liupanshui                 | Kreis Shuicheng           | 3.875          | 0,95 %             |
| Provinz Guizhou            | AB Qiandongnan der Miao und Dong | Kreis Congjiang           | 3.300          | 0,81 %             |
| Provinz Guizhou            | AB Qiandongnan der Miao und Dong | Kreis Jianhe              | 3.293          | 0,81 %             |
| AG Guangxi der Zhuang      | Stadt Liuzhou                    | AK Rongshui der Miao      | 3.183          | 0,78 %             |
| AG Guangxi der Zhuang      | Stadt Hechi                      | Kreis Nandan              | 3.083          | 0,76 %             |
| AG Guangxi der Zhuang      | Stadt Hechi                      | Stadtbezirk Yizhou        | 2.160          | 0,53 %             |
| Provinz Guizhou            | RB Bijie                         | Kreis Qianxi              | 2.102          | 0,52 %             |
| Rest Chinas                |                                  |                           | 32.523         | 7,99 %             |